# Tephrosia purpurea
Tephrosia purpurea es una especie de planta perteneciente a la familia Fabaceae, que tiene una distribución pantropical. En muchas partes se encuentra bajo cultivo como abono verde. Se encuentra en toda la India y Sri Lanka en suelos pobres.

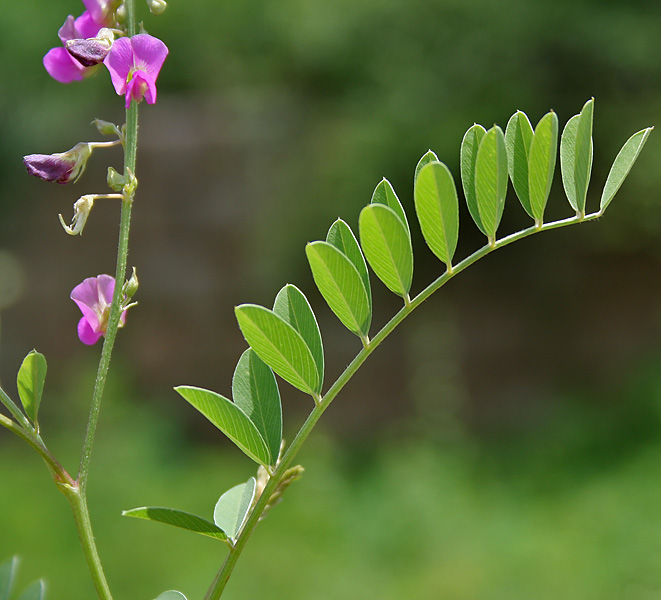
Detalle de la planta

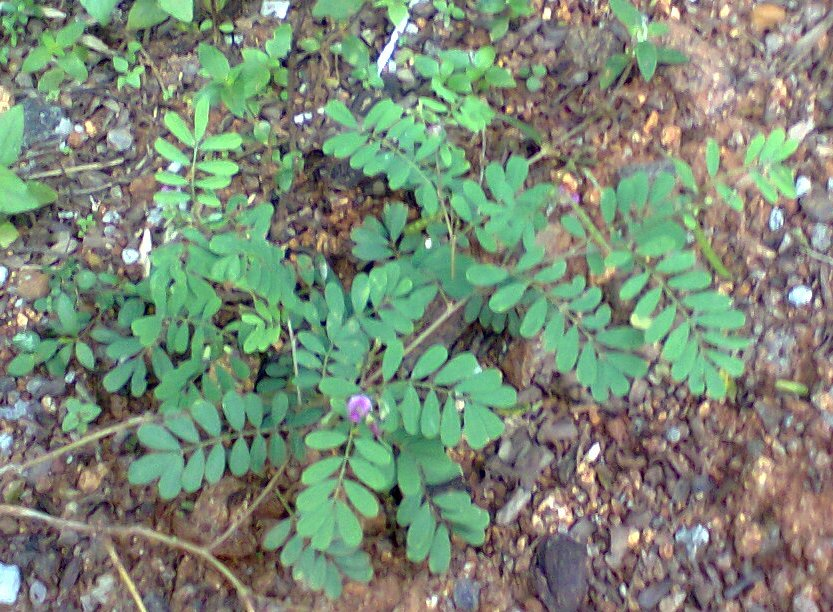
En su hábitat

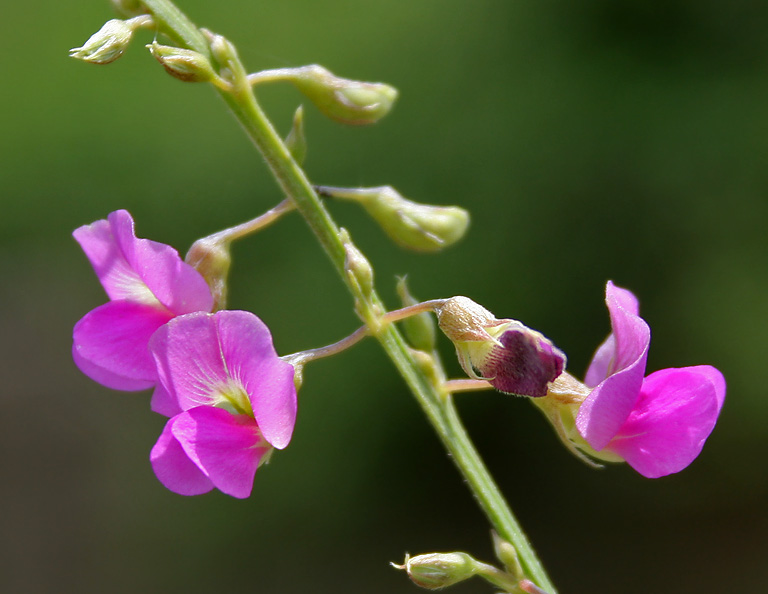
Flores

## Descripción
Es una planta anual o perenne de corta vida, erguida de hasta 1 m de altura, ramas pubescentes glabras o escasamente. Hojas imparipinnadas de 5-10 cm de largo, pecíolo de 6-10 cm de largo, foliolos 9-21, de 1.8 a 2.8 cm de largo, y 6-10 mm de ancho, elíptico-oblongas, obtusas o truncadas, mucronadas, glabras por encima, por debajo adpresas sedosas; estípulas estrechamente triangulares. La inflorescencia es un racimo de hojas opuestas, algunas flores en las axilas de las hojas superiores. Brácteas de 4 mm de largo. Pedicelo c. 4 mm de largo. Pubescentes cáliz, copa 1.5 mm de largo, dientes 2-3 mm de largo. Rojizo Coreola de color púrpura o rosa brillante. Frutas de 4-6 cm de largo, c. 4-5 mm de ancho, pubescentes, 6-9 semillas.

## Usos
Se utiliza como veneno para peces, las hojas y las semillas contienen tephrosin, que paraliza los peces. Dosis mayores son letales para los peces, pero los mamíferos y los anfibios no se ven afectados. También se utiliza tradicionalmente como medicina popular. Según el Ayurveda, la planta es antihelmíntica y antipirética; se utiliza en el tratamiento de la lepra, úlceras, asma, y tumores, así como enfermedades del hígado, el bazo, el corazón y la sangre. Una decocción de las raíces se da en la dispepsia, la diarrea, el reumatismo, asma y trastornos urinarios. El polvo de la raíz es saludable para el cepillado de los dientes, donde se dice que alivia rápidamente los dolores dentales y detiene la hemorragia. Un extracto, denominado 'betaphroline' (no es un nombre sistemático) se demanda para promover la liberación de endorfinas, y encuentra su uso en ciertas preparaciones cosméticas.

## Taxonomía
Tephrosia purpurea fue descrita por (L.) Pers. y publicado en Synopsis Plantarum 2(2): 329. 1807.
Etimología
Tephrosia: nombre genérico que deriva de las palabras griegas: τεφρος (tephros), que significa "ceniciento", en referencia a la coloración grisácea dado a las hojas por sus densos tricomas.
purpurea: epíteto latíno que significa "de color púrpura"
Sinonimia
- Cracca piscatoria (Aiton) Lyons
- Cracca purpurea L.
- Galega piscatoria Aiton
- Glycyrrhiza mairei H.Lev.
- Tephrosia colonila (Ham.) Benth.
- Tephrosia crassa Bojer ex Baker
- Tephrosia diffusa (Roxb.) Wight & Arn.
- Tephrosia indigofera Bertol.
- Tephrosia ionophlebia Hayata
- Tephrosia lanceifolia Link
- Tephrosia piscatoria (Aiton) Pers.
- Tephrosia purpurea var. diffusa (Roxb.) Aitch.
- Tephrosia wallichii Graham ex Fawcett & Rendle	[6]